# Кот-хаус (станция метро)
Кот-хаус или, дословно, Здание суда (англ. Court House) — подземная станция Вашингтонгского метро на Оранжевой и Серебряной линиях. Она представлена одной островной платформой. Станция обслуживается Washington Metropolitan Area Transit Authority. Расположена в районе Кот-хаус на пересечении Уилсон-Булевад и Юхл-стрит (Uhle Street), округ Арлингтон штат Виргиния. Названа из-за расположенного поблизости здания суда Арлингтона (Arlington Courthouse). Пассажиропоток — 4,106 млн (на 2007 год).
Станция была открыта 1 декабря 1979 года.
Открытие станции было совмещено с завершением строительства ж/д линии длиной 4,8 км и открытием ещё 3 станций: Кларендон, Виргиния-сквер — ДМЮ, Баллстон — МЮ. Открытие Серебряной линии запланировано на 2013 год.